# Eric del Castillo
José Eduardo Eric del Castillo-Negrete Galván (Celaya, Guanajuato, 22 de julio de 1934),
 conocido simplemente como Eric del Castillo, es un actor, director y guionista de cine mexicano.

## Primeros años y estudios
Eric del Castillo nació en el Hotel Juárez de la ciudad de Celaya, Guanajuato. Es el hijo mayor de la maestra rural Aurora Galván Valenzuela (1901–1992) y Eduardo del Castillo-Negrete Rivera (1907–1948), español que perdió la vida en el incendio de la tlapalería La Sirena de la Ciudad de México. Su padre descendía de una destacada familia de políticos y letrados de la hidalguía de Toledo, España, que se establecieron en México a finales del siglo XVIII.
Sus hermanos son Federico (actor, 1936–1980) y Leopoldo. Cuando era pequeño, sus padres se divorciaron y en 1945 su madre volvió a casarse. Hizo sus estudios en escuelas de gobierno en San Luis Potosí, y tras la muerte de su padre en 1948, el gobierno ofreció becas a los hijos de los bomberos fallecidos para que estudiaran en cualquier escuela. Del Castillo tuvo una juventud rebelde, y por instrucciones de su madre, en 1952 ingresó al Seminario Mexicano de Misiones Extranjeras de la Ciudad de México y militó en la Congregación de los Misioneros de Guadalupe, estudios sacerdotales que abandonó en 1953. Sin saber qué hacer con su vida, Eric del Castillo pensó en algún momento estudiar medicina. Sin embargo, su madre lo alentó para estudiar actuación y en 1954 ingresó al Instituto Cinematográfico, Teatral y de Radiotelevisión de la Asociación Nacional de Actores (ANDA), dirigido por Andrés Soler.

## Carrera

### Teatro
Se inició a principios de la década de 1950 como actor de teatro experimental en montajes independientes. Ha participado en más de 40 obras teatrales, entre otras: Réquiem para una monja  (1957), La Llorona (1959) de Fernando Wagner, Señoritas a disgusto (1962), Cada quien su vida (1968) y Tócame la negra (1980).

### Televisión y cine
A lo largo de sus años en la actuación, Eric del Castillo personificó con frecuencia personajes enérgicos, rudos y vigorosos. En 1959 participó en La marca del Gavilán, filme perteneciente a las películas de la serie de Aventuras del Látigo Negro. Tras varios años de intervenciones menores, en 1963 obtuvo el protagónico en Rostro infernal. A partir de aquellos años, su carrera artística comenzó a consolidarse y sigue vigente hasta la actualidad. Ha participado en cerca de 300 películas: Tiburoneros (1962), La generala (1970), Perro callejero (1978) y Vagabunda (1993), entre otras.
En 1976 escribió el argumento de la película Víbora caliente, bajo la dirección de Fernando Durán Rojas, además de formar parte del elenco. Más tarde, actuó en la película El extraño hijo del sheriff (1982), donde además colaboró como guionista. Ese mismo año, dirigió y protagonizó la película Las sobrinas del diablo. Ha actuado en más de 53 telenovelas desde su debut en 1962 con La herencia. Entre sus participaciones destacan Duelo de pasiones (1968), Alondra (1995), La mentira (1998) y Un gancho al corazón (2009). En el 2010 tuvo una laureada participación en el melodrama Soy tu dueña, de Nicandro Díaz. Bajo el liderazgo de la productora Angelli Nesma, hizo sus últimas intervenciones en la pantalla chica con Abismo de pasión (2012), Lo que la vida me robó (2013–2014) Que te perdone Dios (2015), Tres veces ana (2016) y actualmente estelariza Mi marido tiene familia (2017).
En 2020 se unió a las filas de Telemundo para la telenovela La Doña, donde interpretó al jefe Ricardo Vidal y compartió créditos con Aracely Arámbula, Carlos Ponce y David Zepeda, con este último por cuarta vez.[cita requerida]

## Vida personal
Eric del Castillo contrajo matrimonio en 1964 con la actriz de origen dominicano Roxana Billini Santamaría, y el 19 de noviembre de 1965 nació su hijo Esteban Eduardo Ponciano del Castillo-Negrete Billini, que estudió Derecho en la Universidad Nacional Autónoma de México. A los pocos años se divorció, y el 23 de mayo de 1969, contrajo matrimonio con Kate Trillo Graham, y tienen dos hijas: la conductora Verónica (2 de enero de 1970), que estudió la licenciatura en ciencias y técnicas de la comunicación, y la actriz Kate del Castillo (1972).
En 2003, del Castillo se postuló como jefe delegacional de Tlalpan por parte del Partido Acción Nacional, contienda en la que perdió contra Carlos Imaz Gispert, del Partido de la Revolución Democrática (PRD). En septiembre de 2011 se inauguró en San Antonio, Texas, la Eagle Eye Art Academy, que desde entonces él dirige y de la que es copropietario junto con su hija Kate. En agosto de 2012, confirmó que padecía cáncer de próstata, enfermedad para la que recibió pastillas de quimioterapia y las inyecciones indicadas como parte del tratamiento. En mayo de 2013 anunció que había concluido con éxito su tratamiento y que no había estragos de la enfermedad en él. Desde julio de 2014 se desempeña como vicepresidente en la Asociación Nacional de Intérpretes.

## Filmografía

### Telenovelas
| Televisión | Televisión                   | Televisión                                | Televisión |
| Año        | Título                       | Personaje                                 |            |
| ---------- | ---------------------------- | ----------------------------------------- | ---------- |
| 2025       | Amanecer                     | Leonardo Carranza                         |            |
| 2024       | Mi amor sin tiempo           | Álvaro                                    |            |
| 2024       | Vivir de amor                | Emilio Rivero Cuéllar                     |            |
| 2022       | Mi secreto                   | Padre David                               |            |
| 2022       | Esta historia me suena       | Saturnino                                 |            |
| 2020       | La Doña 2                    | Jefe Ricardo Vidal                        |            |
| 2017       | Mi marido tiene familia      | Hugo Aguilar Sr.                          |            |
| 2016       | Tres veces Ana               | Evaristo Guerra                           |            |
| 2016       | Corazón que miente           | Manuel Salvatierra Neri                   |            |
| 2015       | Que te perdone Dios          | Bruno Flores Riquelme                     |            |
| 2013-2014  | Lo que la vida me robó       | Padre Anselmo Quiñones                    |            |
| 2012       | Abismo de pasión             | Lucio "Nino" Elizondo                     |            |
| 2010       | Soy tu dueña                 | Federico Montesinos                       |            |
| 2008-2009  | Un gancho al corazón         | Marcos Lerdo de Tejada                    |            |
| 2007-2008  | Pasión                       | Gaspar de Valdez                          |            |
| 2006-2007  | Mundo de fieras              | Germán                                    |            |
| 2006       | La verdad oculta             | Gregorio Pineda                           |            |
| 2004-2005  | Apuesta por un amor          | Chepe Estrada                             |            |
| 2003       | Niña amada mía               | Clemente Soriano                          |            |
| 2001       | Amigas y rivales             | Roberto De la O                           |            |
| 1999-2000  | Mujeres engañadas            | Jorge Martínez                            |            |
| 1999-2000  | Cuento de Navidad            | Melquiades                                |            |
| 1999       | Nunca te olvidaré            | Licenciado Méndez                         |            |
| 1998       | La mentira                   | Teodoro "Teo" Fernández-Negrete           |            |
| 1997-1998  | Huracán                      | Fernán Vargas Lugo                        |            |
| 1996       | La culpa                     | Licenciado Yllades                        |            |
| 1995-1996  | María la del barrio          | Juez                                      |            |
| 1995-1996  | Lazos de amor                | Sacerdote                                 |            |
| 1995       | Alondra                      | Baldomero Díaz †                          |            |
| 1993-1994  | Más allá del puente          | Daniel Santana                            |            |
| 1992       | De frente al sol             | Daniel Santana                            |            |
| 1990       | Cuando llega el amor         | Rafael Contreras                          |            |
| 1989       | Luz y sombra                 | Bernal Suárez de la Garza                 |            |
| 1987       | El precio de la fama         | Alfonso Bernal                            |            |
| 1987       | Senda de gloria              |                                           |            |
| 1985-2006  | Mujer, casos de la vida real | Varios                                    |            |
| 1983       | El maleficio                 | Carlos Reyes                              |            |
| 1981       | Nosotras las mujeres         | Manuel                                    |            |
| 1980       | Tania                        | Juan                                      |            |
| 1979       | Añoranza                     |                                           |            |
| 1979       | No tienes derecho a juzgarme |                                           |            |
| 1979       | Yara                         | Juan Carlos                               |            |
| 1977       | Yo no pedí vivir             | Pedro                                     |            |
| 1974-1977  | Mundo de juguete             |                                           |            |
| 1974       | La tierra                    | Estrada                                   |            |
| 1973       | Mi rival                     | Estrada                                   |            |
| 1972       | El carruaje                  | Coronel Nicolás Romero/Pedro Meoqui/Sabás |            |
| 1971       | La maldición de la blonda    |                                           |            |
| 1971       | Lucía Sombra                 | Santiago Rangel                           |            |
| 1970       | La Constitución              |                                           |            |
| 1968       | Pueblo sin esperanza         |                                           |            |
| 1968       | Duelo de pasiones            | Ángel                                     |            |
| 1967       | Felipa Sánchez, la soldadera | López                                     |            |
| 1966       | El medio pelo                | Guadalupe Marcial                         |            |
| 1965       | Tú eres un extraño           |                                           |            |
| 1964       | El dolor de vivir            |                                           |            |
| 1963       | La sombra del otro           |                                           |            |
| 1963       | Grandes ilusiones            |                                           |            |
| 1963       | Lo imperdonable              |                                           |            |
| 1962       | La herencia                  |                                           |            |

### Películas
| Cine | Cine                                             | Cine                                               | Cine |
| Año  | Título                                           | Personaje                                          |      |
| ---- | ------------------------------------------------ | -------------------------------------------------- | ---- |
| 2014 | Cambio de ruta                                   | Él mismo                                           |      |
| 2011 | Guerreros de corazón, espíritu de triunfo        | El Profe                                           |      |
| 2011 | Peligro mortal                                   | Don Roque Robles                                   |      |
| 2006 | Guadalupe                                        | Don Luis                                           |      |
| 2006 | Dos bien puestos                                 |                                                    |      |
| 2006 | La mesa que más aplauda                          |                                                    |      |
| 2004 | Superhéroe                                       |                                                    |      |
| 2004 | Juventud inquieta                                |                                                    |      |
| 2004 | En garras de la muerte                           |                                                    |      |
| 2002 | 100 kilos de plomo                               |                                                    |      |
| 2002 | Comando M-5                                      |                                                    |      |
| 2002 | Ángel de la noche                                |                                                    |      |
| 2001 | El zar del contrabando                           |                                                    |      |
| 2001 | Pánico en la frontera                            |                                                    |      |
| 2000 | El encabronado                                   |                                                    |      |
| 2000 | Diamantes colombianos                            | Saturnino                                          |      |
| 2000 | Noches de terror                                 |                                                    |      |
| 1999 | La vida loca                                     |                                                    |      |
| 1999 | Secuestro en Guerrero                            |                                                    |      |
| 1999 | El narco del año                                 |                                                    |      |
| 1999 | Kilos de muerte                                  |                                                    |      |
| 1999 | Reclusorio III                                   |                                                    |      |
| 1999 | Era cabrón el muchacho                           |                                                    |      |
| 1998 | Clave secreta                                    | Don Gabriel                                        |      |
| 1998 | Rapto sangriento                                 |                                                    |      |
| 1998 | La ciudad del crimen                             |                                                    |      |
| 1998 | Y se hizo justicia II                            |                                                    |      |
| 1998 | Carros robados                                   |                                                    |      |
| 1998 | Campos de ortigas                                |                                                    |      |
| 1997 | Doble fondo                                      |                                                    |      |
| 1997 | Por una mujer casada                             |                                                    |      |
| 1997 | La mafia nunca muere                             |                                                    |      |
| 1997 | La gran traición                                 |                                                    |      |
| 1997 | La hija del hacendado                            |                                                    |      |
| 1996 | La carreta de la muerte                          |                                                    |      |
| 1996 | Ruta 100                                         |                                                    |      |
| 1995 | La mafia no perdona                              |                                                    |      |
| 1995 | Escuadrón de honor                               |                                                    |      |
| 1995 | El hijo del pistolero                            |                                                    |      |
| 1995 | Ataque salvaje                                   |                                                    |      |
| 1995 | El barón de la coca                              |                                                    |      |
| 1994 | Vagabunda                                        | Don Pascual                                        |      |
| 1994 | Muerte a la mafia                                |                                                    |      |
| 1994 | Justicia                                         | Roberto Bronson                                    |      |
| 1993 | La muerte de un cardenal                         |                                                    |      |
| 1993 | Furia de barrio                                  |                                                    |      |
| 1993 | Círculo del vicio                                |                                                    |      |
| 1993 | Halcones de la muerte, espías mortales           | Don Edgar                                          |      |
| 1993 | Por error                                        |                                                    |      |
| 1992 | Milagro de Vietnam                               |                                                    |      |
| 1992 | Persecución infernal                             |                                                    |      |
| 1992 | Seducción sangrienta                             | Luis Alberto Fernández                             |      |
| 1992 | Horas violentas                                  | José                                               |      |
| 1992 | Sed de venganza                                  |                                                    |      |
| 1992 | La blazer blindada II                            | Antonio                                            |      |
| 1991 | ¿Pedro Infante vive?                             | Jorge Rocha                                        |      |
| 1991 | Silencio mortal                                  | Pedro Martínez                                     |      |
| 1991 | La mafia de Jalisco                              |                                                    |      |
| 1991 | El hijo del Santo en el poder de Omnicron        |                                                    |      |
| 1991 | Escuadrón suicida                                |                                                    |      |
| 1990 | Bestia nocturna                                  |                                                    |      |
| 1990 | Dios se lo pague                                 |                                                    |      |
| 1990 | Escape de la muerte V                            |                                                    |      |
| 1990 | Con el fuego en la sangre                        |                                                    |      |
| 1990 | Mala yerba nunca muere                           |                                                    |      |
| 1990 | La caída de Noriega                              |                                                    |      |
| 1990 | Pacto sangriento                                 |                                                    |      |
| 1990 | Marcados por el destino                          |                                                    |      |
| 1990 | La fuerza del odio                               |                                                    |      |
| 1990 | Reportaje sangriento                             |                                                    |      |
| 1990 | Emboscada                                        |                                                    |      |
| 1989 | Cabalgando con la muerte                         | Don Isidro                                         |      |
| 1989 | El fiscal de hierro                              |                                                    |      |
| 1989 | Garra de tigre                                   |                                                    |      |
| 1989 | Marcado por el odio                              |                                                    |      |
| 1988 | Los camaroneros                                  |                                                    |      |
| 1988 | La guerrera vengadora                            |                                                    |      |
| 1988 | El gran relajo mexicano                          |                                                    |      |
| 1988 | Justa venganza                                   |                                                    |      |
| 1988 | La puerta negra                                  | Don Cipriano                                       |      |
| 1987 | Hombres de arena                                 |                                                    |      |
| 1987 | Mojados de corazón                               |                                                    |      |
| 1987 | Matadero                                         |                                                    |      |
| 1987 | Fiera solitaria                                  |                                                    |      |
| 1987 | Lo negro del negro                               | Othon                                              |      |
| 1987 | El último desafío                                |                                                    |      |
| 1987 | Muelle rojo                                      | Emilio                                             |      |
| 1986 | Contrabando y muerte                             |                                                    |      |
| 1986 | La pintada                                       |                                                    |      |
| 1986 | O´ra es cuando chile verde                       |                                                    |      |
| 1985 | Cacería de traficantes                           |                                                    |      |
| 1985 | Rosa de la frontera                              |                                                    |      |
| 1985 | Forajidos en la mira                             |                                                    |      |
| 1985 | Golondrina presumida                             | Actor y director                                   |      |
| 1985 | El último disparo                                |                                                    |      |
| 1984 | El mexicano feo                                  |                                                    |      |
| 1984 | Noche de carnaval                                | Capitán de policía                                 |      |
| 1984 | México v.s. Estados Unidos                       |                                                    |      |
| 1984 | La muerte cruzó el río Bravo                     | Don Porfirio                                       |      |
| 1983 | Cazador de asesinos                              |                                                    |      |
| 1983 | Vuelven las sobrinas del diablo                  |                                                    |      |
| 1983 | Me lleva la tristeza                             |                                                    |      |
| 1983 | Fieras en brama                                  |                                                    |      |
| 1983 | Lazos de sangre                                  |                                                    |      |
| 1983 | Los dos matones                                  |                                                    |      |
| 1983 | El traficante                                    |                                                    |      |
| 1983 | Las sobrinas del diablo                          | Actor y director                                   |      |
| 1983 | Los gatilleros del diablo                        |                                                    |      |
| 1983 | Un adorable sinvergüenza                         |                                                    |      |
| 1983 | La venganza de María                             |                                                    |      |
| 1983 | Los hijos de Peralvillo                          |                                                    |      |
| 1983 | ¡Kung Fu Mortal! (Operación Zodiaco)             |                                                    |      |
| 1982 | El naco más naco                                 |                                                    |      |
| 1982 | En las garras de la ciudad                       |                                                    |      |
| 1982 | Un reverendo trinquetero                         |                                                    |      |
| 1982 | La virgen y el fotógrafo                         |                                                    |      |
| 1982 | Oro blanco, droga maldita                        |                                                    |      |
| 1982 | El extraño hijo del Sheriff                      | Sheriff (también fue el guionista de la película)  |      |
| 1982 | La contrabandista                                |                                                    |      |
| 1981 | Perro callejero II                               |                                                    |      |
| 1981 | El héroe desconocido                             | Diputado                                           |      |
| 1981 | El color de nuestra piel                         | Don Ricardo Torres                                 |      |
| 1980 | Las grandes aguas                                |                                                    |      |
| 1980 | Blanca Nieves y... sus 7 amantes                 | El Norteño                                         |      |
| 1980 | La virgen y el fotógrafo (producción colombiana) |                                                    |      |
| 1980 | Hijos de tigre                                   |                                                    |      |
| 1980 | Perro callejero                                  |                                                    |      |
| 1980 | Te solté la rienda                               | Hermenegildo Carrasco                              |      |
| 1979 | El cortado                                       |                                                    |      |
| 1979 | La hija del odio                                 |                                                    |      |
| 1979 | Dimas de León                                    |                                                    |      |
| 1978 | Las noches de Paloma                             | General Othón Oropeza                              |      |
| 1978 | Los de abajo                                     |                                                    |      |
| 1978 | Víbora caliente                                  | Emiliano (también fue el guionista de la película) |      |
| 1975 | Un mulato llamado Martín                         |                                                    |      |
| 1975 | Y la mujer hizo al hombre                        |                                                    |      |
| 1975 | La trenza                                        | Cástulo                                            |      |
| 1975 | Presagio                                         | Mateo                                              |      |
| 1974 | Hermanos de sangre                               |                                                    |      |
| 1974 | La isla de los hombres solos                     | Capitán                                            |      |
| 1974 | Viento salvaje                                   |                                                    |      |
| 1973 | El amor tiene cara de mujer                      | Papá de Gloria                                     |      |
| 1973 | Carne de horca                                   | Mario                                              |      |
| 1972 | Vanessa                                          | Tony                                               |      |
| 1972 | El fantástico mundo de los hippies               |                                                    |      |
| 1972 | Jesús, María y José                              | Amroth                                             |      |
| 1971 | Los marcados                                     | El Pardo                                           |      |
| 1971 | El Santo en la venganza de la momia              | Sergio Morales                                     |      |
| 1971 | La sangre enemiga                                |                                                    |      |
| 1971 | El médico módico                                 | Luigi                                              |      |
| 1971 | La venganza de Gabino Barrera                    |                                                    |      |
| 1971 | Ave sin nido                                     |                                                    |      |
| 1971 | La generala                                      | Coronel Feliciano López                            |      |
| 1970 | El tunco Maclovio                                | Yuma                                               |      |
| 1970 | El hermano Capulina                              |                                                    |      |
| 1970 | Juan el desalmado                                |                                                    |      |
| 1969 | El último pistolero                              |                                                    |      |
| 1969 | Los 7 proscritos                                 |                                                    |      |
| 1969 | Enigma de muerte                                 | Sandokan                                           |      |
| 1969 | El crepúsculo de un Dios                         |                                                    |      |
| 1969 | Primera comunión                                 |                                                    |      |
| 1969 | Mil máscaras                                     |                                                    |      |
| 1969 | Todo por nada                                    | Mendoza                                            |      |
| 1969 | ¡Arriba las manos, Texano!                       |                                                    |      |
| 1969 | Una horca para el Texano                         |                                                    |      |
| 1968 | Pasaporte a la muerte                            |                                                    |      |
| 1968 | Amor en las nubes                                |                                                    |      |
| 1968 | Vagabundo en la lluvia                           |                                                    |      |
| 1968 | María Isabel                                     | Jerónimo Curiel                                    |      |
| 1968 | Suave patria                                     |                                                    |      |
| 1967 | El imperio de Drácula                            | Barón Draculstein                                  |      |
| 1967 | La muerte en bikini                              | Sr. Mendes                                         |      |
| 1967 | Crisol                                           | El Callao                                          |      |
| 1967 | Las mujeres panteras                             | Capitán Arturo Díaz                                |      |
| 1967 | Demonios sobre ruedas                            |                                                    |      |
| 1967 | Cruces sobre el yelmo                            |                                                    |      |
| 1967 | La muerte es puntual                             |                                                    |      |
| 1967 | Pedro Páramo                                     | Perseverancio                                      |      |
| 1967 | Acapulco a go-go                                 | Mario Treviño                                      |      |
| 1966 | La mano de Dios                                  |                                                    |      |
| 1966 | Los malvados                                     |                                                    |      |
| 1966 | Gatillo Veloz                                    |                                                    |      |
| 1966 | El tragabalas                                    | Narciso                                            |      |
| 1965 | El hijo de Gabino Barrera                        |                                                    |      |
| 1965 | El Santo contra el estrangulador                 | Marcos                                             |      |
| 1965 | Amor de adolescente                              |                                                    |      |
| 1965 | Tarahumara (Cada vez más lejos)                  |                                                    |      |
| 1965 | Los dos cuatreros                                |                                                    |      |
| 1965 | Las lobas del ring                               | Bernardo                                           |      |
| 1965 | El padre del Diablo                              |                                                    |      |
| 1965 | El último cartucho                               | Figurín                                            |      |
| 1964 | La sombra del mano negra                         |                                                    |      |
| 1964 | Los fenómenos del fútbol                         | José                                               |      |
| 1964 | Dos caballeros de espada                         | Ganel                                              |      |
| 1964 | Las invencibles                                  |                                                    |      |
| 1964 | El espadachín                                    |                                                    |      |
| 1964 | El mundo de las drogas                           |                                                    |      |
| 1964 | Las hijas del Zorro                              |                                                    |      |
| 1964 | Las chivas rayadas                               | José                                               |      |
| 1964 | Las dos galleras                                 |                                                    |      |
| 1964 | Los hijos del condenado                          |                                                    |      |
| 1963 | Las vengadoras enmascaradas                      |                                                    |      |
| 1963 | La huella macabra                                |                                                    |      |
| 1963 | Tormenta en el ring                              | El cura o Señor Tormenta                           |      |
| 1963 | Tiburoneros                                      | El Costeño                                         |      |
| 1963 | Rostro infernal                                  |                                                    |      |
| 1963 | El señor... Tormenta                             | El cura o Señor Tormenta                           |      |
| 1963 | La cabeza viviente                               |                                                    |      |
| 1963 | Los amigos Maravilla en el mundo de la aventura  |                                                    |      |
| 1962 | Tlayucán                                         | Doroteo                                            |      |
| 1962 | Pecado                                           |                                                    |      |
| 1962 | Lástima de ropa                                  | Ingeniero Kratzer                                  |      |
| 1962 | Los valientes no mueren                          |                                                    |      |
| 1962 | El extra                                         |                                                    |      |
| 1962 | Los amigos Maravilla                             |                                                    |      |
| 1962 | El ángel exterminador                            |                                                    |      |
| 1962 | La marca del gavilán                             |                                                    |      |
| 1962 | ¿Cuánto vale tu hijo?                            |                                                    |      |
| 1961 | Juan sin miedo                                   |                                                    |      |
| 1961 | ¡Viva Chihuahua!                                 |                                                    |      |
| 1961 | Suicídate, mi amor                               |                                                    |      |
| 1961 | Azahares rojos                                   |                                                    |      |
| 1961 | La sangre de Nostradamus                         |                                                    |      |
| 1960 | Verano violento                                  |                                                    |      |
| 1960 | La maldición de Nostradamus                      |                                                    |      |

## Premios y nominaciones

### Premios TVyNovelas
| Año  | Categoría                                  | Telenovela           | Resultado |
| ---- | ------------------------------------------ | -------------------- | --------- |
| 2017 | Mejor primer actor                         | Tres veces Ana       | Nominado  |
| 2014 | Premio especial "Una vida en el escenario" | Premio especial      | Ganador   |
| 2013 | Mejor actor de reparto                     | Abismo de pasión     | Nominado  |
| 2011 | Mejor primer actor                         | Soy tu dueña         | Nominado  |
| 2007 | Mejor primer actor                         | La verdad oculta     | Ganador   |
| 2005 | Mejor actor de reparto                     | Apuesta por un amor  | Ganador   |
| 2003 | Mejor primer actor                         | Niña amada mía       | Nominado  |
| 2002 | Mejor primer actor                         | Amigas y rivales     | Ganador   |
| 2000 | Mejor primer actor                         | Mujeres engañadas    | Ganador   |
| 1999 | Mejor primer actor                         | La mentira           | Nominado  |
| 1996 | Mejor primer actor                         | Alondra              | Nominado  |
| 1991 | Mejor primer actor                         | Cuando llega el amor | Nominado  |
| 1987 | Mejor primer actor                         | El precio de la fama | Nominado  |

### Premios ACE
| Año  | Categoría                          | Telenovela          | Resultado |
| ---- | ---------------------------------- | ------------------- | --------- |
| 2006 | Actor característico más destacado | Apuesta por un amor | Ganador   |

#### Otros
- Premio "Heraldo" al mejor actor en 1966 por su actuación en El medio pelo.[25]
- Presea Virginia Fábregas en 1979 por 25 años de trabajo continuos.[25]
- Reconocimiento de la ANDA en 2004 por 50 años de carrera artística.[25]
- Premio "Heraldo" al mejor actor en varias ocasiones.[25]
- Estrella de Plata en 1993 por su interpretación en Más allá del puente.[25]
- Medalla por méritos artísticos de la Asociación Nacional de Intérpretes (ANDI).[25]
- Estrella de plata por su actuación en la telenovela Alondra.[25]
- Diosa de Plata a la trayectoria en la ceremonia anual de los Periodistas Cinematográficos de México en agosto de 2011.[26]
- Homenaje en noviembre de 2011 en el Teatro Degollado durante el Séptimo Festival Internacional de Cine Tercer Milenio por sus 58 años de carrera artística.[27]
- Recibe galardón en Plaza de las Estrellas en octubre de 2013.[28]
- Homenaje durante entrega de Premios Arlequín en el Salón Maraka de la Ciudad de México en noviembre de 2013.[29]
- Festival Internacional de Cine de Guanajuato 2015[30]